# جورج د. بيكر
جورج د. بيكر (بالإنجليزية: George D. Baker)‏ هو كاتب سيناريو ومونتير ومخرج وممثل أمريكي، ولد في 22 أبريل 1868 في الولايات المتحدة، وتوفي في 2 يونيو 1933 بهوليوود في الولايات المتحدة.

## أعمال

### أفلام
- (1914) قلوب وألماسات
- (1915) ليلة في الخارج

## وصلات خارجية
- جورج د. بيكر على موقع IMDb (الإنجليزية)
- جورج د. بيكر على موقع أول موفي (الإنجليزية)
- جورج د. بيكر على موقع قاعدة بيانات الأفلام السويدية (السويدية)
- جورج د. بيكر على موقع قاعدة بيانات الفيلم (الإنجليزية)
- جورج د. بيكر على موقع كينوبويسك (الروسية)